# The Element of Freedom
The Element of Freedom — четвёртый альбом американской певицы и композитора Алиши Киз. Альбом был выпущен 11 декабря 2009 года лейблом J Records. Большинство композиций на альбоме — баллады. Также в альбом вошёл трек «Put It in a Love Song», записанный совместно с Бейонсе. Стандартная версия альбома включала в себя 14 композиций, а японская и делюкс-версии альбома включали в себя также бонус-треки. The Element of Freedom в 2011 году добрался до 93 строчки в американском чарте Top R&B/Hip-Hop Albums и до 2 в Billboard 200. Киллиан Фокс из The Observer назвал альбом «уверенным, хорошо сделанным современным соул-альбомом».

## Список композиций
| №                   | Название                                     | Длительность |
| ------------------- | -------------------------------------------- | ------------ |
| 1.                  | «The Element of Freedom (Intro)»             | 0:12         |
| 2.                  | «Love Is Blind»                              | 3:49         |
| 3.                  | «Doesn't Mean Anything»                      | 4:32         |
| 4.                  | «Try Sleeping with a Broken Heart»           | 4:09         |
| 5.                  | «Wait Til You See My Smile»                  | 4:01         |
| 6.                  | «That's How Strong My Love Is»               | 4:04         |
| 7.                  | «Un-Thinkable (I'm Ready)»                   | 4:09         |
| 8.                  | «Love Is My Disease»                         | 4:01         |
| 9.                  | «Like the Sea»                               | 4:13         |
| 10.                 | «Put It in a Love Song»                      | 3:15         |
| 11.                 | «This Bed»                                   | 3:45         |
| 12.                 | «Distance and Time»                          | 4:27         |
| 13.                 | «How It Feels to Fly»                        | 4:42         |
| 14.                 | «Empire State of Mind (Part II) Broken Down» | 3:36         |
| Общая длительность: | Общая длительность:                          | 53:04        |

| №                   | Название            | Длительность |
| ------------------- | ------------------- | ------------ |
| 15.                 | «Stolen Moments»    | 4:52         |
| 16.                 | «Heaven's Door»     | 3:18         |
| Общая длительность: | Общая длительность: | 61:05        |

| №                   | Название               | Длительность |
| ------------------- | ---------------------- | ------------ |
| 15.                 | «Through It All»       | 4:28         |
| 16.                 | «Pray for Forgiveness» | 4:44         |
| Общая длительность: | Общая длительность:    | 62:17        |

| №                   | Название            | Длительность |
| ------------------- | ------------------- | ------------ |
| 17.                 | «Stolen Moments»    | 4:52         |
| 18.                 | «Heaven's Door»     | 3:18         |
| Общая длительность: | Общая длительность: | 70:27        |

| №                   | Название                                     | Длительность |
| ------------------- | -------------------------------------------- | ------------ |
| 1.                  | «Doesn't Mean Anything»                      | 3:55         |
| 2.                  | «Empire State of Mind (Part II) Broken Down» | 1:59         |
| 3.                  | «Try Sleeping with a Broken Heart»           | 3:39         |
| 4.                  | «No One»                                     | 4:09         |
| 5.                  | «Doesn't Mean Anything»                      | 5:13         |
| Общая длительность: | Общая длительность:                          | 18:55        |

| №                   | Название                         | Длительность |
| ------------------- | -------------------------------- | ------------ |
| 1.                  | «Lover Man»                      | 3:17         |
| 2.                  | «We're Almost There»             | 3:37         |
| 3.                  | «No One»                         | 4:00         |
| 4.                  | «Like You'll Never See Me Again» | 4:52         |
| 5.                  | «If I Ain't Got You»             | 4:44         |
| 6.                  | «Karma»                          | 3:14         |
| 7.                  | «Fallin'»                        | 3:33         |
| Общая длительность: | Общая длительность:              | 27:17        |